# Сюкало, Анна Александровна
Анна Александровна Сюкало (укр. Ганна Олександрівна Сюкало, родилась 12 сентября 1976 года в Киеве) — украинская гандболистка, бронзовый призёр летних Олимпийских игр 2004 года. Заслуженный мастер спорта Украины.

## Биография
Выступала за команды «Спартак» (Киев), «Вац» (Венгрия) и «Крим» (Любляна, Словения). С последней командой вышла в финал Лиги чемпионов ЕГФ в сезоне 2005/2006, но проиграла датскому «Виборгу». После финала объявила о завершении игровой карьеры.
В составе сборной Украины — бронзовый призёр Олимпийских игр 2004 года и серебряный призёр чемпионата Европы 2000 года, награждена орденом княгини Ольги III степени.
Муж — бывший гандболист Вячеслав Ребец, дочь Анна (родилась в 2008 году).